# Dobra Voda (żupania zadarska)
Dobra Voda – wieś w Chorwacji, w żupanii zadarskiej, w mieście Benkovac. W 2011 roku liczyła 113 mieszkańców.